# Décès en mai 2014
Décès
- 2010
- 2011
- 2012
- 2013
- 2014
- 2015
- 2016
- 2017
- 2018

Pour une information complémentaire, voir la page d'aide.

| Date    | Nom                           | Activités                                                                                                 | Âge | Source |
| ------- | ----------------------------- | --- | --- | ------ |
| 1er mai | Josette Alia                  | Journaliste française.                                                                                    | 84  |        |
| 1er mai | Juan de Dios Castillo         | Entraîneur mexicain de football.                                                                          | 63  | (es)   |
| 1er mai | Chou Meng-tieh                | Poète et écrivain taïwanais.                                                                              | 92  | (zh)   |
| 1er mai | Assi Dayan                    | Acteur, producteur, réalisateur et scénariste israélien.                                                  | 68  | (en)   |
| 1er mai | Hellmut Federhofer            | Musicologue autrichien centenaire.                                                                        | 103 | (de)   |
| 1er mai | Juan Formell                  | Bassiste et compositeur cubain.                                                                           | 71  |        |
| 1er mai | Kōji Yada                     | Seiyū japonais.                                                                                           | 81  | (en)   |
| 2 mai   | Tomás Balduino                | Évêque brésilien.                                                                                         | 91  | (pt)   |
| 2 mai   | Elio Guzzanti                 | Médecin italien, ministre de la santé.                                                                    | 93  | (it)   |
| 2 mai   | Anwar Ahmad Khan              | Hockeyeur sur gazon pakistanais, champion olympique (1960) et médaillé d'argent olympique (1956 et 1964). | 80  | (en)   |
| 2 mai   | Andrey Korneyev               | Nageur russe, médaillé de bronze aux Jeux olympiques d'été de 1996.                                       | 40  | (ru)   |
| 2 mai   | Mohammad Reza Lotfi           | Joueur de târ, de setâr et de violon iranien.                                                             | 67  | (fa)   |
| 2 mai   | Charles Marowitz              | Dramaturge et écrivain américain.                                                                         | 80  | (en)   |
| 2 mai   | Maurice Moerlen               | Organiste français.                                                                                       | 87  |        |
| 2 mai   | Žarko Petan                   | Scénariste et écrivain slovène.                                                                           | 85  | (si)   |
| 2 mai   | Nigel Stepney                 | Mécanicien britannique de Formule1.                                                                       | 55  | (en)   |
| 2 mai   | Efrem Zimbalist II            | Acteur américain.                                                                                         | 95  | (en)   |
| 3 mai   | Gary Becker                   | Économiste américain, prix Nobel d'économie en 1992.                                                      | 83  |        |
| 3 mai   | Chester Jastremski            | Nageur américain, médaillé de bronze aux Jeux olympiques d'été de 1964.                                   | 73  | (en)   |
| 3 mai   | James Oberstar                | Homme politique américain.                                                                                | 79  | (en)   |
| 3 mai   | Liliane Stewart               | Philanthrope canadienne.                                                                                  | 85  |        |
| 4 mai   | Toimi Alatalo                 | Fondeur finlandais, champion aux Jeux olympiques d'hiver de 1960.                                         | 85  | (fi)   |
| 4 mai   | Dick Ayers                    | Dessinateur américain de comics.                                                                          | 90  |        |
| 4 mai   | Elena Baltacha                | Tenniswoman britannique.                                                                                  | 30  | (en)   |
| 4 mai   | Roger Orengo                  | Footballeur français.                                                                                     | 89  |        |
| 4 mai   | Tatiana Samoïlova             | Actrice russe.                                                                                            | 80  |        |
| 4 mai   | William Worthy                | Journaliste et militant américain.                                                                        | 92  | (en)   |
| 5 mai   | Hélène Berthaud               | Résistante française.                                                                                     | 91  |        |
| 5 mai   | Timothy John Byford           | réalisateur et traducteur serbe d'origine britannique.                                                    | 72  | (en)   |
| 5 mai   | Eduardo Mac Entyre            | Artiste argentin.                                                                                         | 85  | (es)   |
| 5 mai   | Jean Gaven                    | Acteur français.                                                                                          | 96  |        |
| 5 mai   | István Major                  | Athlète hongrois, spécialiste du saut en hauteur.                                                         | 64  | (hu)   |
| 5 mai   | Jackie Lynn Taylor            | Actrice américaine.                                                                                       | 88  | (en)   |
| 5 mai   | Chris Vander Stappen          | Scénariste et réalisatrice belge.                                                                         | 54  |        |
| 6 mai   | Gianni Da Campo               | Réalisateur italien.                                                                                      | 71  | (it)   |
| 6 mai   | William H. Dana               | Pilote américain de X-15.                                                                                 | 83  | (en)   |
| 6 mai   | Jimmy Ellis                   | Boxeur américain.                                                                                         | 74  | (en)   |
| 6 mai   | Cornelius Gurlitt             | Collectionneur autrichien.                                                                                | 81  |        |
| 6 mai   | Antony Hopkins                | Compositeur britannique.                                                                                  | 93  | (en)   |
| 6 mai   | Maria Lassnig                 | Artiste peintre autrichienne.                                                                             | 94  |        |
| 6 mai   | Farley Mowat                  | Romancier canadien.                                                                                       | 92  | (en)   |
| 6 mai   | Aziz Sattar                   | Acteur malaisien.                                                                                         | 88  | (en)   |
| 7 mai   | Nazim Haqqani                 | Chef spirituel et guide de l'Ordre soufi Naqshbandi chypriote.                                            | 92  | (en)   |
| 7 mai   | Manuel Jiménez de Parga       | Homme politique, juriste et diplomate espagnol.                                                           | 85  | (es)   |
| 7 mai   | Claude Lavoie                 | Organiste québécois.                                                                                      | 95  |        |
| 7 mai   | William Meyers                | Boxeur sud-africain, médaillé de bronze aux Jeux olympiques d'été de 1960.                                | 70  | (en)   |
| 7 mai   | Colin Pillinger               | Planétologue britannique.                                                                                 | 70  | (en)   |
| 7 mai   | Duro Raapoto                  | Linguiste français originaire de la Polynésie française.                                                  | 66  |        |
| 7 mai   | Elaine Sturtevant             | Artiste américaine.                                                                                       | 84  | (en)   |
| 8 mai   | Pierre Barbéris               | Écrivain et critique littéraire français                                                                  | 88  |        |
| 8 mai   | Eric Brouta                   | Chanteur français de zouk.                                                                                | 52  |        |
| 8 mai   | Georges Hacquard              | Professeur et historien français.                                                                         | 95  |        |
| 8 mai   | Yago Lamela                   | Athlète espagnol.                                                                                         | 36  |        |
| 8 mai   | Jair Rodrigues                | Chanteur brésilien.                                                                                       | 75  | (pt)   |
| 9 mai   | Jules Mutebesi                | Rebelle congolais.                                                                                        | 54  |        |
| 9 mai   | Mel Patton                    | Athlète américain, double champion de sprint aux Jeux olympiques d'été de 1948.                           | 89  |        |
| 9 mai   | Renato Polese                 | Bédéiste italien.                                                                                         | 89  | (it)   |
| 9 mai   | Frank Strazzeri               | Pianiste de jazz américain.                                                                               | 84  | (en)   |
| 9 mai   | Joe Wilder                    | Trompettiste, chef d'orchestre et compositeur américain.                                                  | 92  | (en)   |
| 10 mai  | Yeso Amalfi                   | Footballeur brésilien.                                                                                    | 88  |        |
| 10 mai  | Andrés Carrasco               | Médecin et biologiste argentin.                                                                           | 68  | (es)   |
| 10 mai  | José Falcó Sanmartín          | Pilote d'aviation militaire espagnol.                                                                     | 97  | (es)   |
| 10 mai  | Naohiro Iwai                  | Compositeur et arrangeur japonais.                                                                        | 90  | (ja)   |
| 10 mai  | André Popp                    | Compositeur français.                                                                                     | 90  |        |
| 10 mai  | Francisco Sobrino             | Sculpteur espagnol.                                                                                       | 82  | (es)   |
| 10 mai  | Mary Stewart                  | Écrivaine britannique.                                                                                    | 97  | (en)   |
| 11 mai  | Reg Gasnier                   | Joueur de rugby à XIII australien.                                                                        | 74  | (en)   |
| 11 mai  | Barbara Knudson               | Actrice américaine.                                                                                       | 86  | (en)   |
| 12 mai  | Cornell Borchers              | Actrice germano-lituanienne.                                                                              | 89  | (de)   |
| 12 mai  | Isabel Carrasco               | Femme politique espagnole, présidente de la Province de León.                                             | 59  |        |
| 12 mai  | Marco Cé                      | Cardinal italien.                                                                                         | 88  | (it)   |
| 12 mai  | Jacinto Convit                | Médecin professeur vénézuélien.                                                                           | 100 | (en)   |
| 12 mai  | Hans Ruedi Giger              | Plasticien suisse.                                                                                        | 74  |        |
| 12 mai  | Hugh McLeod                   | Joueur de rugby à XV écossais.                                                                            | 81  | (en)   |
| 12 mai  | Pál Orosz                     | Footballeur hongrois, médaillé de bronze aux Jeux olympiques d'été de 1960.                               | 80  | (hu)   |
| 12 mai  | Ralph Peduto                  | Acteur et dramaturge américain.                                                                           | 72  | (en)   |
| 12 mai  | Lorenzo Zambrano              | Chef d'entreprise mexicain.                                                                               | 70  | (es)   |
| 13 mai  | Máximo Alcócer                | Footballeur bolivien.                                                                                     | 81  | (es)   |
| 13 mai  | David M. Armstrong            | Philosophe australien.                                                                                    | 87  | (en)   |
| 13 mai  | Malik Bendjelloul             | Réalisateur et documentariste suédois.                                                                    | 36  |        |
| 13 mai  | Gilles G. Cloutier            | Professeur, ingénieur et physicien canadien, recteur de l'Université de Montréal (1985-1993).             | 85  |        |
| 13 mai  | Lynne Cohen                   | Photographe canadienne.                                                                                   | 69  |        |
| 13 mai  | Jean-Louis Hurst              | Journaliste et militant anticolonialiste français.                                                        | 78  |        |
| 13 mai  | Camille Lepage                | Photographe et journaliste française.                                                                     | 26  |        |
| 13 mai  | Anthony Villanueva            | Boxeur philippin, médaillé d'argent aux Jeux olympiques d'été de 1964.                                    | 69  | (en)   |
| 14 mai  | Martin Skowroneck             | Facteur de clavecins allemand.                                                                            | 87  | (en)   |
| 15 mai  | Robert Burns                  | Avocat syndicaliste, homme politique québécois (1970-1979), ministre (1976-1979), juge (1980-2001).       | 77  |        |
| 15 mai  | Jean-Luc Dehaene              | Homme politique belge, Premier ministre (1992-1999).                                                      | 73  |        |
| 15 mai  | Jean Oury                     | Psychiatre et psychanalyste français.                                                                     | 90  |        |
| 15 mai  | Georges Pralus                | Cuisinier français, inventeur de la cuisine sous vide.                                                    | 74  |        |
| 15 mai  | Norifumi Suzuki               | Réalisateur japonais.                                                                                     | 80  | (ja)   |
| 15 mai  | Carlo Weber                   | Architecte allemand.                                                                                      | 80  | (de)   |
| 16 mai  | Stéphane Alaize               | Homme politique français.                                                                                 | 50  |        |
| 16 mai  | Benaouda Boudjellal           | Footballeur algérien.                                                                                     | 88  |        |
| 16 mai  | Vito Favero                   | Coureur cycliste italien.                                                                                 | 81  | (it)   |
| 16 mai  | Allan Folsom                  | Écrivain américain.                                                                                       | 72  | (en)   |
| 16 mai  | Nicola Ghiuselev              | Chanteur bulgare d'opéra.                                                                                 | 77  | (en)   |
| 16 mai  | Zil-e-Huma                    | Chanteuse pakistanaise.                                                                                   | 70  | (en)   |
| 16 mai  | Clyde Snow                    | Anthroplogue américain.                                                                                   | 86  | (en)   |
| 17 mai  | Pierre Bachelet               | Homme politique français.                                                                                 | 87  |        |
| 17 mai  | Gerald Edelman                | Médecin américain, colauréat du Prix Nobel de médecine (1972).                                            | 84  | (de)   |
| 17 mai  | Anna Pollatou                 | Gymnaste grecque, médaillée de bronze aux Jeux olympiques d'été de 2000.                                  | 30  | (en)   |
| 18 mai  | Lycourgos Angelopoulos        | Chanteur et musicologue grec.                                                                             | 73  |        |
| 18 mai  | Dobrica Ćosić                 | Homme politique serbe, Président de République fédérale de Yougoslavie (1992-1993).                       | 92  | (en)   |
| 18 mai  | Hans-Peter Dürr               | Physicien allemand.                                                                                       | 84  | (de)   |
| 18 mai  | Philippe-Gérard               | Compositeur français.                                                                                     | 89  |        |
| 18 mai  | Wubbo Ockels                  | Spationaute néerlandais.                                                                                  | 68  | (nl)   |
| 18 mai  | Jerry Vale                    | Chanteur américain.                                                                                       | 81  | (en)   |
| 18 mai  | Carlo Varini                  | Directeur de la photographie franco-suisse.                                                               | 67  |        |
| 18 mai  | Morris Weiss                  | Dessinateur américain.                                                                                    | 98  | (en)   |
| 18 mai  | Gordon Willis                 | Directeur de la photographie américain.                                                                   | 82  |        |
| 19 mai  | Simon Andrews                 | Pilote de vitesse moto britannique.                                                                       | 29  |        |
| 19 mai  | Jack Brabham                  | Pilote australien de F1.                                                                                  | 88  |        |
| 19 mai  | Henri Bureau                  | Reporter-photographe français.                                                                            | 74  |        |
| 19 mai  | Franz-Paul Decker             | Chef d'orchestre allemand.                                                                                | 90  |        |
| 19 mai  | Mario Missiroli               | Réalisateur italien.                                                                                      | 80  | (it)   |
| 19 mai  | Zbigniew Pietrzykowski        | Boxeur polonais, médaillé olympique (argent : 1960, bronze : 1956 et 1964).                               | 79  | (pl)   |
| 19 mai  | Adriena Šimotová              | Artiste peintre tchèque.                                                                                  | 87  | (en)   |
| 20 mai  | Ross Brown                    | Rugbyman néo-zélandais.                                                                                   | 79  | (en)   |
| 20 mai  | Robyn Denny                   | Artiste britannique.                                                                                      | 83  | (en)   |
| 20 mai  | Rupert zu Loewenstein         | Aristocrate britannique, manager des Rolling Stones.                                                      | 80  | (en)   |
| 20 mai  | Barbara Murray                | Actrice britannique.                                                                                      | 84  | (en)   |
| 21 mai  | Paul-Émile Charbonneau        | Prélat catholique canadien, premier évêque de Hull.                                                       | 92  |        |
| 21 mai  | Duncan Cole                   | Footballeur néo-zélandais.                                                                                | 55  | (en)   |
| 21 mai  | Jaime Lusinchi                | Homme politique vénézuélien, président de la République (1984-1989).                                      | 89  | (en)   |
| 22 mai  | Imre Gedővári                 | Escrimeur hongrois, champion aux Jeux olympiques d'été de 1988 et médaillé de bronze à ceux de 1980.      | 62  |        |
| 22 mai  | Paolo Viganò                  | Footballeur italien.                                                                                      | 64  | (it)   |
| 22 mai  | Bernard Woringer              | Acteur français.                                                                                          | 82  |        |
| 23 mai  | Joel Camargo                  | Footballeur brésilien, champion du monde FIFA en 1970.                                                    | 67  | (pt)   |
| 23 mai  | Mona Freeman                  | Actrice américaine.                                                                                       | 87  | (en)   |
| 23 mai  | John McCormack                | Boxeur britannique, médaillé de bronze aux Jeux olympiques d'été de 1956.                                 | 79  | (en)   |
| 23 mai  | Uña Ramos                     | Flûtiste argentin.                                                                                        | 80  | (es)   |
| 23 mai  | Dragoljub Velimirović         | Joueur d'échecs yougoslave.                                                                               | 72  | (ru)   |
| 24 mai  | Maurizio Mannelli             | Joueur de water-polo italien, médaillé de bronze aux Jeux olympiques d'été de 1952.                       | 84  | (it)   |
| 24 mai  | Knowlton Nash                 | Journaliste, présentateur de nouvelles et écrivain canadien.                                              | 86  |        |
| 24 mai  | Nitya Pibulsonggram           | Homme politique thaïlandais.                                                                              | 72  | (en)   |
| 24 mai  | Jean-Claude Pirotte           | Écrivain belge.                                                                                           | 74  |        |
| 24 mai  | Michael Schmidt               | Photographe allemand.                                                                                     | 69  |        |
| 25 mai  | Marcel Côté                   | Homme d'affaires et homme politique québécois.                                                            | 71  |        |
| 25 mai  | Wojciech Jaruzelski           | Homme politique et militaire polonais, 4e président de la République de Pologne.                          | 90  |        |
| 25 mai  | Matthew Saad Muhammad         | Boxeur américain.                                                                                         | 59  | (en)   |
| 25 mai  | Manuel Uribe                  | Mexicain réputé pour avoir été le plus lourd du monde.                                                    | 48  |        |
| 25 mai  | Bunny Yeager                  | Pin-up et photographe américaine.                                                                         | 88  | (en)   |
| 26 mai  | Anna Berger                   | Actrice américaine.                                                                                       | 91  | (en)   |
| 26 mai  | Baselios Marthoma Didymos Ier | Primat de l'Église malankare orthodoxe.                                                                   | 93  | (en)   |
| 26 mai  | Marcial Mes                   | Homme politique bélizien.                                                                                 | 64  | (en)   |
| 26 mai  | Roy Heaton Smith              | Compositeur britannique.                                                                                  | 85  | (en)   |
| 26 mai  | Francesco d'Avalos            | Chef d'orchestre italien.                                                                                 | 84  |        |
| 27 mai  | Mamy Rock                     | DJ britannique.                                                                                           | 74  | (en)   |
| 27 mai  | Helma Sanders-Brahms          | Réalisatrice allemande.                                                                                   | 73  |        |
| 27 mai  | Robert Steinberg              | Mathématicien canadien.                                                                                   | 92  | (en)   |
| 27 mai  | Charles Swithinbank           | Glaciologue britannique.                                                                                  | 87  | (en)   |
| 27 mai  | Massimo Vignelli              | Designer italien.                                                                                         | 83  | (en)   |
| 28 mai  | Maurice Agulhon               | Historien français.                                                                                       | 87  |        |
| 28 mai  | Maya Angelou                  | Écrivaine américaine.                                                                                     | 86  |        |
| 28 mai  | Pierre Bernard                | Footballeur français.                                                                                     | 82  |        |
| 28 mai  | Malcolm Glazer                | Homme d'affaires américain.                                                                               | 86  |        |
| 28 mai  | Bob Houbregs                  | Basketteur canadien.                                                                                      | 82  | (en)   |
| 29 mai  | Karlheinz Böhm                | Acteur autrichien.                                                                                        | 86  |        |
| 29 mai  | Christine Charbonneau         | Auteur-compositeur-interprète québécoise.                                                                 | 70  |        |
| 29 mai  | Richard Dürr                  | Footballeur puis entraîneur suisse.                                                                       | 75  |        |
| 29 mai  | Peter Glaser                  | Scientifique américain.                                                                                   | 90  | (en)   |
| 29 mai  | Samuel Tcherassi              | Photographe colombien.                                                                                    | 50  | (es)   |
| 30 mai  | Henning Carlsen               | Réalisateur et scénariste danois.                                                                         | 86  | (da)   |
| 30 mai  | Jacques-André Hochart         | Coureur cycliste français.                                                                                | 65  |        |
| 30 mai  | Joan Lorring                  | Actrice américaine.                                                                                       | 88  |        |
| 30 mai  | Michael Szameit               | Écrivain allemand.                                                                                        | 64  | (de)   |
| 31 mai  | Mary Churchill                | Aristocrate britannique.                                                                                  | 91  |        |
| 31 mai  | Martha Hyer                   | Actrice américaine.                                                                                       | 89  | (en)   |